# CA Carlos Renaux
Brusque FC is een Braziliaanse voetbalclub uit Brusque.

## Geschiedenis
De club werd opgericht in 1913 als Sport Club Brusquense en is de oudste club van de staat. De club nam in 1929 voor het eerst deel aan het Campeonato Catarinense, dat in die tijd nog een eindronde was na regionale kampioenschappen. Na nog een deelname in 1930 duurde het tot 1941 vooraleer de club nog eens kon deelnemen. De volgende jaren was de club steeds van de partij, maar meer dan een derde plaats zat er niet in.
Op 19 maart 1944 nam de club de naam Clube Atlético Carlos Renaux aan. De club eindigde dat jaar vierde, maar een volgende deelname kwam er pas in 1950 toen de club voor het eerst staatskampioen werd nadat ze Figueirense in de finale versloegen. Drie jaar later won de club een tweede titel, nu wonnen ze in de finale van América de Joinville. Het volgende seizoen werd de club in de halve finale verslagen door Caxias. In 1958 werden ze vicekampioen achter Hercílio Luz.
Vanaf 1967 kwam er een competitiemodel zoals in de andere staten met promotie en degradatie. Na een laatste plaats in 1971 degradeerde de club. De club keerde nog terug van 1974 tot 1984 en was in die tijd meestal een middenmoter.
Op 12 oktober 1987 fuseerde de club met Paysandu tot Brusque FC. Jaren later was de fusie echter nog niet verteerd en beide clubs begonnen opnieuw als amateurteam. In 2004 werd Carlos Renaux opnieuw een profteam in de derde klasse van het Campeonato Catarinense. Na een jaar onderbreking deed de club in 2006 opnieuw mee, maar nu onder de oorspronkelijke naam Sport Club Brusquense. Na opnieuw een heel aantal jaren amateurvoetbal zal de club in 2018 opnieuw in de derde klasse aantreden. In 2020 werd de club derde, maar profiteerde van een competitieuitbreiding van de Série A waardoor zowel drie clubs uit de Série B als de Série C promoveerden.

## Erelijst
Campeonato Catarinense
1950, 1953